# Спољни односи Србије
Спољну политику Србије води Министарство спољних послова Републике Србије. Од 2022. године, министар спољних послова Србије је Ивица Дачић. Србија има дипломатска и конзуларна представништва у 64 државе
Србија је постала независна и суверена држава након референдума о независности Црне Горе, чији су се грађани изјаснили за иступање из Државне Заједнице Србија и Црна Гора, 21. маја 2006. године. Заједница Србије и Црне Горе је прекинута мирно, за разлику од претходних догађаја током распада Југославије.
Србија као свој спољнополитички циљ декларише улазак у Европску унију, а статус званичног кандидата за улазак у ЕУ добила је 1. марта 2012. године.
Став Србије значајно разликује од става многих западних земаља, међу којима су можда најзначајније Сједињене Државе, Француска и Уједињено Краљевство, које су међу првима признале независност Косова. Србија је фебруара 2008. повукла на консултације своје амбасадоре из земаља које су признале независност КиМ, али их је на јесен исте године вратила. Генерална скупштина УН је, на предлог Србије, затражила саветодавно мишљење од Међународног суда правде у Хагу о томе да ли је декларација о проглашењу независности Косова и Метохије била у складу са међународним правом.
Савезна Република Југославија, чија је Република Србија правна наследница, је (уз противљење друге републике чланице, Црне Горе) пред Међународним судом правде у Хагу подигла тужбу против земаља НАТО пакта које су учествовале у НАТО бомбардовању СРЈ 1999. године. Суд се прогласио ненадлежним по овој тужби. Босна и Херцеговина је (уз противљење Републике Српске) пред Међународним судом правде у Хагу против Србије и Црне Горе подигла тужбу за геноцид. МСП је нашао да Србија није починила нити саучествовала у геноциду у БиХ, али да није учинила све да га спречи. Пред МСП се од 1999. води и поступак по тужби Хрватске против Србије за геноцид над Хрватима. Србија је 2010. МСП-у поднела контратужбу против Хрватске за геноцид над Србима.
Са Републиком Српском Србија има потписан споразум о специјалним и паралелним везама. Република Србија је у одличним односима са Русијом, Кином, Грчком и другим државама.
Са пасошем Србије може се без визе путовати у 104 земље.

## Чланство у међународним организацијама
Србија је чланица Уједињених нација, Организације за европску безбедност и сарадњу, Партнерства за мир, као и споразума ЦЕФТА, Европске банке за обнову и развој, Организације за црноморску економску сарадњу и Пакта за стабилност Југоисточне Европе и многих других међународних организација. Има статус посматрача у Светској трговинској организацији и у ОДКБ.

## Односи Србије и ЕУ
Један од дефинисаних приоритета српске политике је и улазак у Европску унију. У новије време, намера ЕУ да пошаље мисију на Косово и Метохију је од стране руководства Србије протумачена као покушај „противправног нарушавања територијалног интегритета Србије“ мимо институција Уједињених нација, чиме је потписивање Споразума о стабилизацији и придруживању условљено одустајањем ЕУ од споменуте мисије, и поред уверавања појединих европских званичника да су статус Косова и приступање ЕУ „два одвојена процеса“.
Оштро противљење неких чланица ЕУ, у првом реду Холандије и Немачке, даљим корацима у придруживању Србије ЕУ пре решавања питања сарадње Републике Србије са Међународним трибуналом у Хагу, одлагало је потписивање и ратификацију ССП.
Званични статус кандидата за улазак у Европску унију, Србија је добила 1. марта 2012. године.
Већина држава Европске уније, као што су Француска, Уједињено Краљевство, Аустрија и Немачка, признају независност Косова. Шпанија, Кипар и Румунија су одбиле да признају независност Косова.
| Држава               | Датум успостављања односа | Белешке                                 |
| -------------------- | ------------------------- | --------------------------------------- |
| Аустрија             | 1874                      | Види Односи Србија-Аустрија             |
| Белгија              | 1886                      | Види Односи Србија-Белгија              |
| Грчка                | 1879                      | Види Односи Србија-Грчка                |
| Данска               | 1917                      | Види Односи Србија-Данска               |
| Европска унија       |                           | Види Односи Србија-Европска унија       |
| Естонија             | 2001                      | Види Односи Србија-Естонија             |
| Република Ирска      | 1977                      | Види Односи Србија-Ирска                |
| Италија              | 1879                      | Види Односи Србија-Италија              |
| Кипар                | 1960                      | Види Односи Србија-Кипар                |
| Летонија             | 2000                      | Види Односи Србија-Летонија             |
| Литванија            | 2000                      | Види Односи Србија-Литванија            |
| Луксембург           | 1956                      | Види Односи Србија-Луксембург           |
| Малта                | 1969                      | Види Односи Србија-Малта                |
| Немачка              | 1951                      | Види Односи Србија-Немачка              |
| Пољска               | 1919                      | Види Односи Србија-Пољска               |
| Португал             | 1917-10-19                | Види Односи Србија-Португалија          |
| Словачка             | 1993                      | Види Односи Србија-Словачка             |
| Словенија            | 2000-12-09                | Види Односи Србија-Словенија            |
| Уједињено Краљевство | 1837                      | Види Односи Србија-Уједињено Краљевство |
| Финска               | 1929                      | Види Односи Србија-Финска               |
| Француска            | 1879-01-18                | Види Односи Србија-Француска            |
| Холандија            | 1899-04-26                | Види Односи Србија-Холандија            |
| Чешка                | 1918                      | Види Односи Србија-Чешка                |
| Шведска              | 1917                      | Види Односи Србија-Шведска              |
| Шпанија              | 1916-10-14                | Види Односи Србија-Шпанија              |

## Односи Србије и суседних држава
Један од приоритета спољне политике Србије су добри односи са суседним државама. Економска сарадња је остварена споразумом ЦЕФТА. Све суседне државе су или чланице или су у процесу приступања Европској унији, као и НАТО савезу. У последње време су односи донекле нарушени признавањем независности Косова од стране Мађарске, Хрватске, Албаније и Бугарске.
| Држава               | Датум успостављања односа | Белешке                                |
| -------------------- | ------------------------- | -------------------------------------- |
| Албанија             |                           | Види Односи Србија-Албанија            |
| Босна и Херцеговина  | 2000                      | Види Односи Србија-Босна и Херцеговина |
| Бугарска             | 1879-01-18                | Види Односи Србија-Бугарска            |
| Мађарска             | 1882-11-21                | Види Односи Србија-Мађарска            |
| Република Македонија | 1992                      | Види Односи Србија-Македонија          |
| Румунија             | 1841-04-19                | Види Односи Србија-Румунија            |
| Хрватска             | 1996-09-09                | Види Односи Србија-Хрватска            |
| Црна Гора            | 2006                      | Види Односи Србија-Црна Гора           |

## Односи Србије и осталих европских држава
| Држава      | Датум успостављања односа | Белешке                        |
| ----------- | ------------------------- | ------------------------------ |
| Азербејџан  | 1997                      | Види Односи Србија-Азербејџан  |
| Андора      | 2005                      | Види Односи Србија-Андора      |
| Белорусија  | 1994                      | Види Односи Србија-Белорусија  |
| Ватикан     | 1882-11-21                | Види Односи Србија-Ватикан     |
| Грузија     | 1995                      | Види Односи Србија-Грузија     |
| Исланд      | 2000                      | Види Односи Србија-Исланд      |
| Јерменија   | 1994                      | Види Односи Србија-Јерменија   |
| Лихтенштајн | 2003                      | Види Односи Србија-Лихтенштајн |
| Молдавија   | 1995                      | Види Односи Србија-Молдавија   |
| Монако      | новембар 2007.            | Види Односи Србија-Монако      |
| Норвешка    | 1942                      | Види Односи Србија-Норвешка    |
| Русија      | 1838                      | Види Односи Србија-Русија      |
| Сан Марино  | 2002-02-14                | Види Односи Србија-Сан Марино  |
| Турска      | 1879                      | Види Односи Србија-Турска      |
| Украјина    | 1994-04-15                | Види Односи Србија-Украјина    |
| Швајцарска  | 1916                      | Види Односи Србија-Швајцарска  |

## Односи Србије и држава Блиског истока
Србија је у веома добрим односима са државама Блиског истока. Израел, УАЕ и Египат су веома важни привредни партнери Републике Србије, Израел улаже у изградњу индустрије Србије док Египат купује аутомобиле које производи српска "Застава". Србија има и безбедносни споразум потписан са Ираном, који је такође веома важан политички и привредни партнер Републике Србије. Србија је и једна од земаља које су у добрим односима са Палестином, и жели да побољша односе са Саудијском Арабијом и Кувајтом.
| Држава                    | Датум успостављања односа | Белешке                                      |
| ------------------------- | ------------------------- | -------------------------------------------- |
| Бахреин                   |                           | Види Односи Србија-Бахреин                   |
| Израел                    |                           | Види Односи Србија-Израел                    |
| Ирак                      |                           | Види Односи Србија-Ирак                      |
| Иран                      |                           | Види Односи Србија-Иран                      |
| Јемен                     |                           | Види Односи Србија-Јемен                     |
| Јордан                    |                           | Види Односи Србија-Јордан                    |
| Катар                     |                           | Види Односи Србија-Катар                     |
| Кувајт                    |                           | Види Односи Србија-Кувајт                    |
| Либан                     | 1946                      | Види Односи Србија-Либан                     |
| Оман                      |                           | Види Односи Србија-Оман                      |
| Палестина                 |                           | Види Односи Србија-Палестина                 |
| Саудијска Арабија         |                           | Види Односи Србија-Саудијска Арабија         |
| Сирија                    |                           | Види Односи Србија-Сирија                    |
| Уједињени Арапски Емирати |                           | Види Односи Србија-Уједињени Арапски Емирати |

## Односи Србије и држава јужне Азије
| Држава     | Датум успостављања односа | Белешке                       |
| ---------- | ------------------------- | ----------------------------- |
| Авганистан |                           | Види Односи Србија-Авганистан |
| Бангладеш  |                           | Види Односи Србија-Бангладеш  |
| Бутан      |                           | Види Односи Србија-Бутан      |
| Индија     |                           | Види Односи Србија-Индија     |
| Малдиви    |                           | Види Односи Србија-Малдиви    |
| Непал      |                           | Види Односи Србија-Непал      |
| Пакистан   |                           | Види Односи Србија-Пакистан   |
| Шри Ланка  |                           | Види Односи Србија-Шри Ланка  |

## Односи Србије и држава југоисточне Азије
| Држава        | Датум успостављања односа | Белешке                          |
| ------------- | ------------------------- | -------------------------------- |
| Брунеј        |                           | Види Односи Србија-Брунеј        |
| Вијетнам      |                           | Види Односи Србија-Вијетнам      |
| Индонезија    | 1954.                     | Види Односи Србија-Индонезија    |
| Источни Тимор |                           | Види Односи Србија-Источни Тимор |
| Камбоџа       |                           | Види Односи Србија-Камбоџа       |
| Лаос          |                           | Види Односи Србија-Лаос          |
| Малезија      |                           | Види Односи Србија-Малезија      |
| Мјанмар       | 1950.                     | Види Односи Србија-Мјанмар       |
| Сингапур      |                           | Види Односи Србија-Сингапур      |
| Тајланд       |                           | Види Односи Србија-Тајланд       |
| Филипини      |                           | Види Односи Србија-Филипини      |

## Односи Србије и држава источне Азије
Србија је у одличним односима са државама као што су Русија, Кина, Јужна Кореја и ове државе представљају важне привредне и политичке партнере за Републику Србију. Кина и Русија су државе које традиционално имају одличне односе са Србијом још од 1955. године. Индонезија подржава Србију по питању њене аутономне покрајине Косово и Метохија и очувања њеног територијалног интегритета и има блиске односе поготову у областима трговине, културе и туризма.
| Држава         | Датум успостављања односа | Белешке                           |
| -------------- | ------------------------- | --------------------------------- |
| Јапан          |                           | Види Односи Србија-Јапан          |
| Јужна Кореја   |                           | Види Односи Србија-Јужна Кореја   |
| НР Кина        |                           | Види Односи Србија-Кина           |
| Монголија      |                           | Види Односи Србија-Монголија      |
| Северна Кореја |                           | Види Односи Србија-Северна Кореја |

## Односи Србије и држава Средње Азије
| Држава       | Датум успостављања односа | Белешке                         |
| ------------ | ------------------------- | ------------------------------- |
| Казахстан    |                           | Види Односи Србија-Казахстан    |
| Киргистан    |                           | Види Односи Србија-Киргистан    |
| Таџикистан   |                           | Види Односи Србија-Таџикистан   |
| Туркменистан |                           | Види Односи Србија-Туркменистан |
| Узбекистан   |                           | Види Односи Србија-Узбекистан   |

## Односи Србије и држава северне Америке
| Држава | Датум успостављања односа | Белешке                                      |
| ------ | ------------------------- | -------------------------------------------- |
| САД    | 1882                      | Види Односи Србија-Сједињене Америчке Државе |
| Канада |                           | Види Односи Србија-Канада                    |

## Односи Србије и држава средње Америке и Кариба
| Држава                   | Датум успостављања односа | Белешке                                    |
| ------------------------ | ------------------------- | ------------------------------------------ |
| Антигва и Барбуда        |                           | Види Односи Србија-Антигва и Барбуда       |
| Барбадос                 |                           | Види Односи Србија-Барбадос                |
| Бахами                   |                           | Види Односи Србија-Бахами                  |
| Белизе                   |                           | Види Односи Србија-Белизе                  |
| Гватемала                |                           | Види Односи Србија-Гватемала               |
| Гренада                  |                           | Види Односи Србија-Гренада                 |
| Доминика                 |                           | Види Односи Србија-Доминика                |
| Доминиканска Република   |                           | Види Односи Србија-Доминиканска Република  |
| Јамајка                  |                           | Види Односи Србија-Јамајка                 |
| Костарика                |                           | Види Односи Србија-Костарика               |
| Куба                     |                           | Види Односи Србија-Куба                    |
| Мексико                  | 24. маја 1946. године     | Види Односи Србија-Мексико                 |
| Никарагва                |                           | Види Односи Србија-Никарагва               |
| Панама                   |                           | Види Односи Србија-Панама                  |
| Салвадор                 |                           | Види Односи Србија-Салвадор                |
| Сент Винсент и Гренадини |                           | Види Односи Србија-Сент Винсент и Грандини |
| Сент Китс и Невис        |                           | Види Односи Србија-Сент Китс и Невис       |
| Света Луција             |                           | Види Односи Србија-Света Луција            |
| Тринидад и Тобаго        |                           | Види Односи Србија-Тринидад и Тобаго       |
| Хаити                    |                           | Види Односи Србија-Хаити                   |
| Хондурас                 |                           | Види Односи Србија-Хондурас                |

## Односи Србије и држава јужне Америке
| Држава    | Датум успостављања односа | Белешке                      |
| --------- | ------------------------- | ---------------------------- |
| Аргентина | 1928                      | Види Односи Србија-Аргентина |
| Боливија  |                           | Види Односи Србија-Боливија  |
| Бразил    |                           | Види Односи Србија-Бразил    |
| Венецуела |                           | Види Односи Србија-Венецуела |
| Гвајана   |                           | Види Односи Србија-Гвајана   |
| Еквадор   |                           | Види Односи Србија-Еквадор   |
| Колумбија |                           | Види Односи Србија-Колумбија |
| Парагвај  |                           | Види Односи Србија-Парагвај  |
| Перу      | 1967                      | Види Односи Србија-Перу      |
| Суринам   |                           | Види Односи Србија-Суринам   |
| Уругвај   |                           | Види Односи Србија-Уругвај   |
| Чиле      |                           | Види Односи Србија-Чиле      |